# Паранаиба
Паранаиба (порт. Rio Paranaíba) је река у југоисточном делу Бразила, (савезна држава Минас Жераис).
Дугачка је око 1.000 km. Извире у планинама Сера да Мата да Корда. После спајања са реком Рио Гранде ствара реку Парану.
Највеће притоке су: Верде, Прата и Арагвари. На реци, код града Сао Сиамао (São Simão) саграђена је хидроелектрана. У доњем току реке налазе се бројни водопади и брзаци. У речном сливу ископавају се дијаманти.